# Parc national Khao Phra Wihan
Le parc national Khao Phra Wihan (thai: อุทยานแห่งชาติเขาพระวิหาร), est une aire protégée dans la province de Si Saket en Thaïlande. Cette région contient de nombreuses ruines de l'empire khmer du XIe siècle. Ce parc national se trouve 98 km au sud de Si Saket ; il est situé sur une falaise rouge qui fait partie des monts Dângrêk au sud du plateau Khorat ; il juxtapose la province cambodgienne Preah Vihear.
Sa superficie est de 130 km2. Il s'élève de 200 à 500 m d'altitude.

## Climat
La saison chaude est en mars, avril et mai ; la saison des pluies débute en juin et finit en octobre ; la saison froide est de novembre à février.

## Accès au temple de Preah Vihear (temple attribué par la justice internationale au Cambodge mais revendiqué par la Thaïlande)
Un parking à Pha Mo I Daeng (ผามออีแดง) permet aux visiteurs venant de Thaïlande de visiter le temple de Preah Vihear. Le passage est normalement ouvert moyennant un tarif d'entrée, sauf quand les relations entre les deux pays sont trop tendues. Un visa pour franchir la frontière n'est pas nécessaire si on veut visiter uniquement ce temple. L'accès au temple en venant de Thaïlande par la route et le plateau situé au nord est facile ; l'accès en venant du Cambodge est beaucoup plus difficile.
Attention : dans le parc national Khao Phra Wihan, ainsi que dans le parc national de Ta Phraya , certaines zones frontalières entre la Thaïlande et le Cambodge sont encore minées.

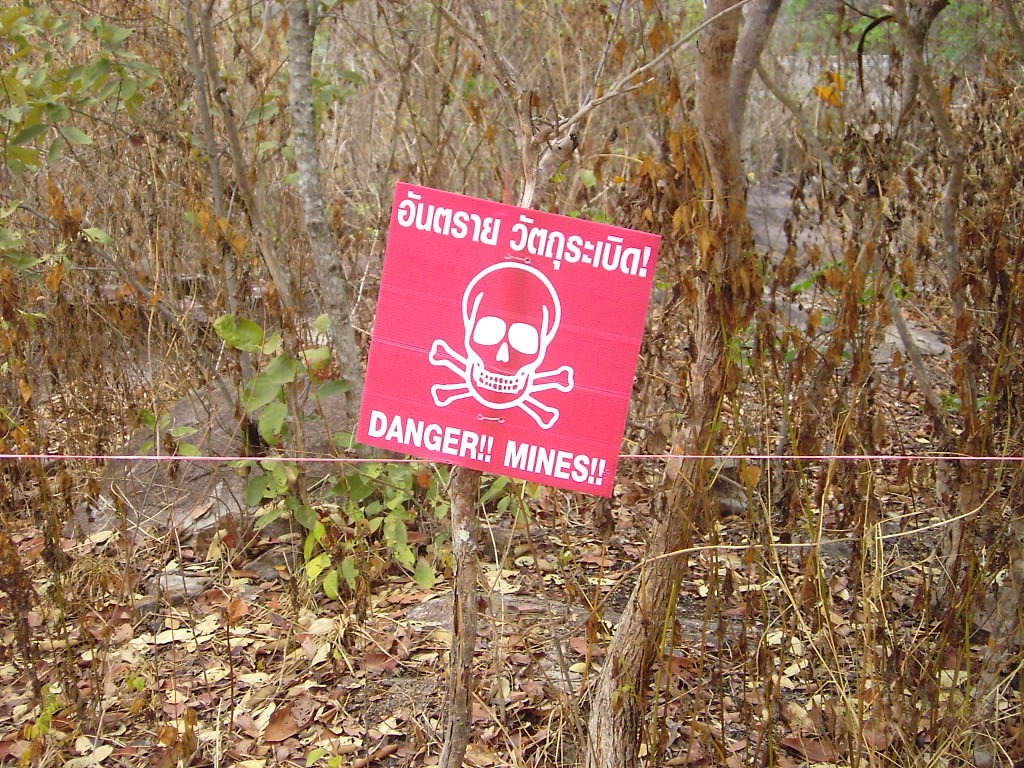

## Dispute
La Cour internationale de justice a attribué la zone du temple de Preah Vihear au Cambodge en 1962. Mais la Thaïlande continue de revendiquer 4,6 km2 incluant le temple. En 2008 le Comité du patrimoine mondial lors de sa 32 session a listé le temple de Preah Vihear au patrimoine mondial de l'humanité et aussi validé qu'il était patrimoine cambodgien ce qui a entraîné une dispute armée.

## Le nom
En thaï, le temple se nomme Prasat Khao Phra Viharn dont la signification est proche du khmer Prasat Preah Vihear (ប្រាសាទព្រះវិហារ). Les langues ont beaucoup emprunté au sanskrit, la langue des textes sacrés de l'hindouisme, comme d'ailleurs de nombreuses autres langues d'Asie du Sud-Est, région caractérisée par l'adoption de modèles culturels, politiques et religieux indiens.
En khmer comme en thaï, prasat veut dire « château » et, dans le cas présent, par extension, « temple ». Ce terme est toutefois rarement utilisé en khmer pour se référer à Preah Vihear.
Khao est l’équivalent du mot khmer phnom et signifie « colline » ou « montagne ». Parfois, les Cambodgiens utilisent l’appellation Phnom Preah Vihear alors que les Thaïlandais parlent fréquemment de Khao Prah Viharn.
Preah (en khmer) ou phra (en thaï), signifie « sacré ».
Vihear (en khmer) ou viharn (en thaï), signifie "sanctuaire". Ces mots dérivent tous deux du sanskrit vihāra, mot qui est à l'origine des toponymes Bihar et probablement Boukhara.
Récemment (vers 2008) les Thaïs ont commencé à supprimer le mot khao de la dénomination afin de différencier le temple de la falaise sur laquelle il est juché. Il semble que ce soient les médias thaïlandais qui aient initié cette nouvelle convention.

## Falaise de Pha Mo I Daeng

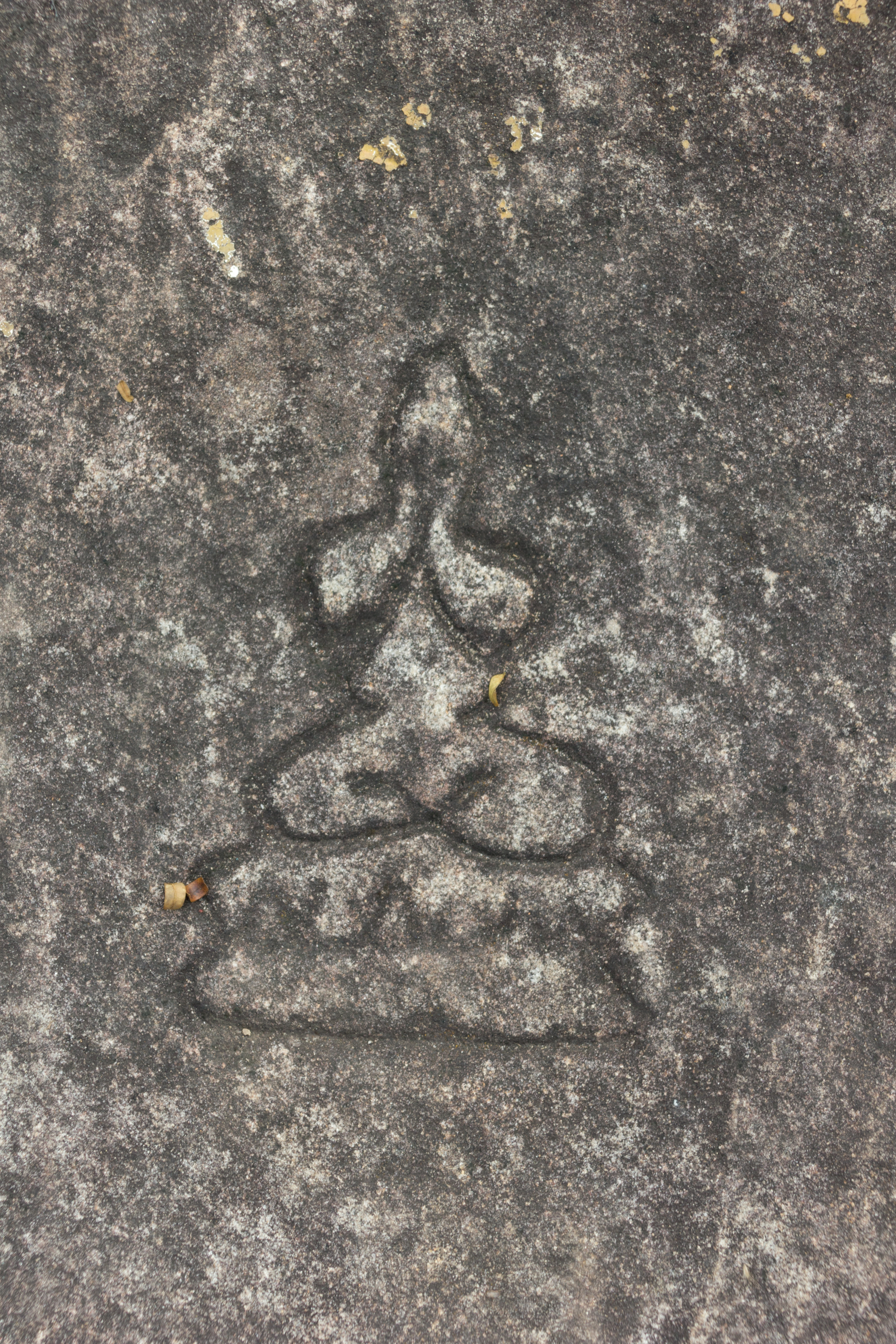
Gravure

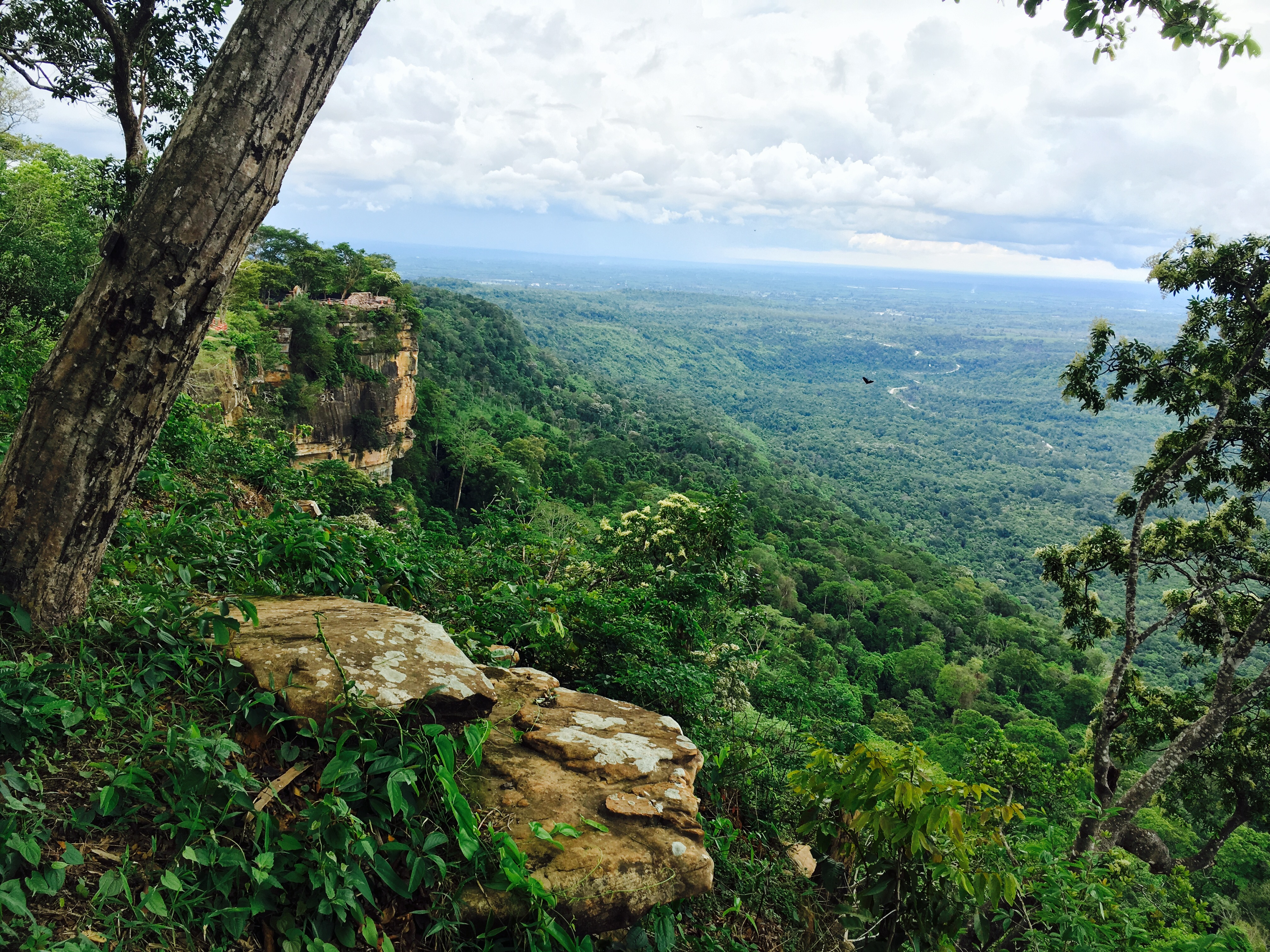
Falaise Pha Mo I Daeng

Des images, des gravures et des bas-reliefs ont été sculptés dans la falaise nommée Pha Mo I Daeng (thaï : ผามออีแดง) à 500 m de la frontière. 
Ces œuvres d'art ont été découvertes en 1987 par Thahan Phran, une unité de soldats thaï.

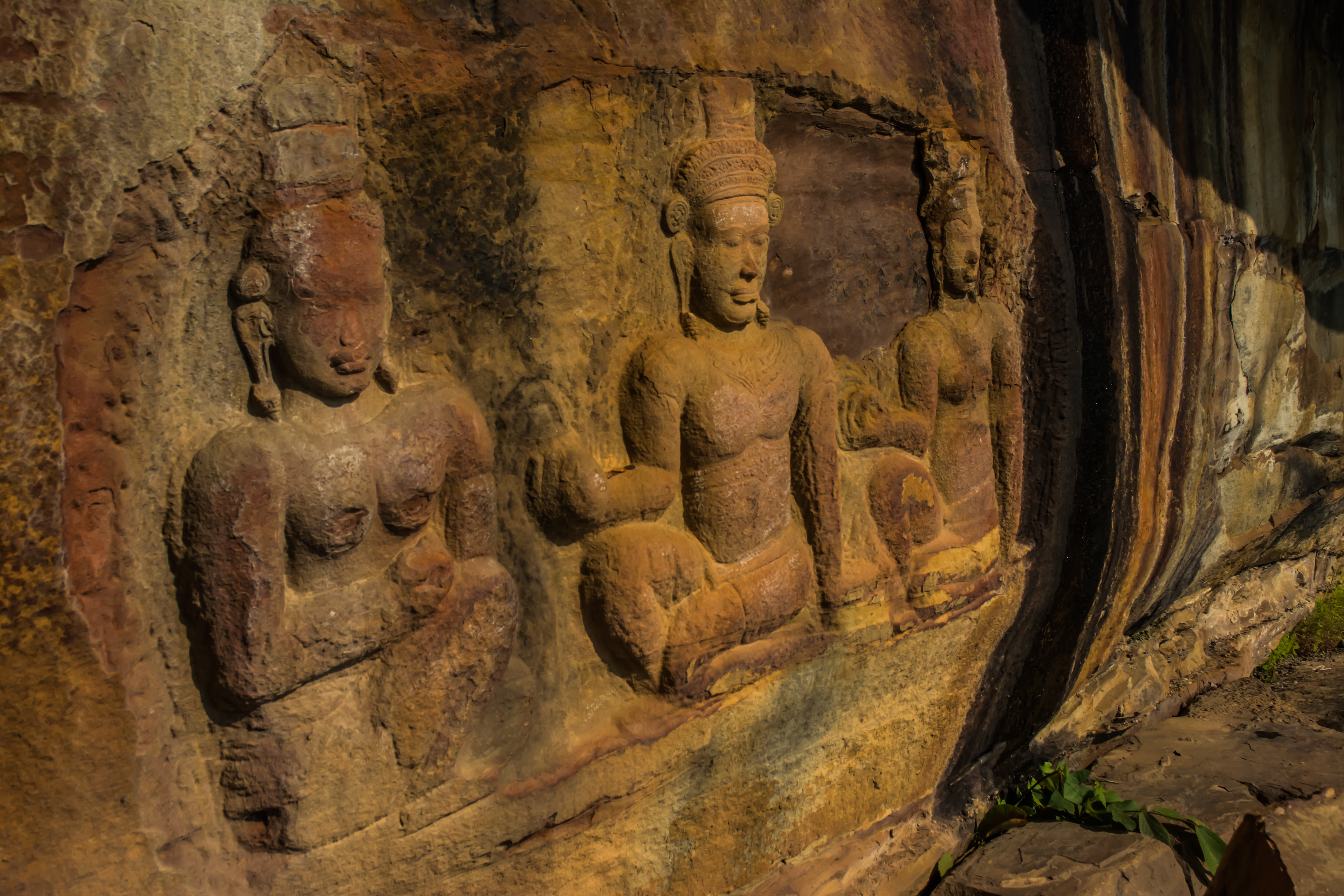
Trois divinités, bas-relief de la falaise de Pha Mo I Daeng, style khmer

## Le petit temple khmer Dong Tuang
Le petit temple Dong Tuang a été construit aux Xe – XIe siècle.

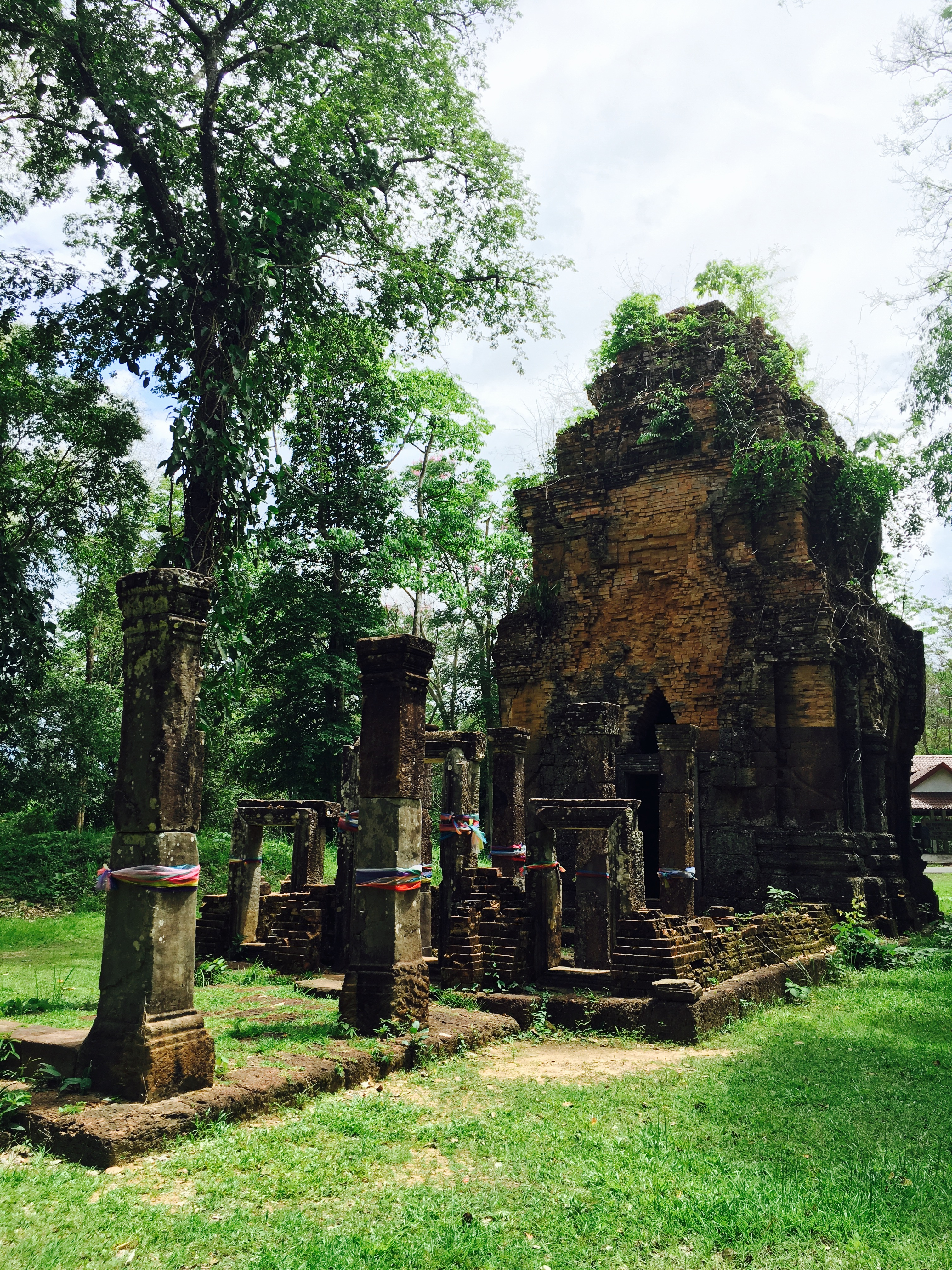
Ruines du temple Don Tuang

## Faune et flore
Le parc est couvert par la forêt tropicale sèche à feuilles persistantes.

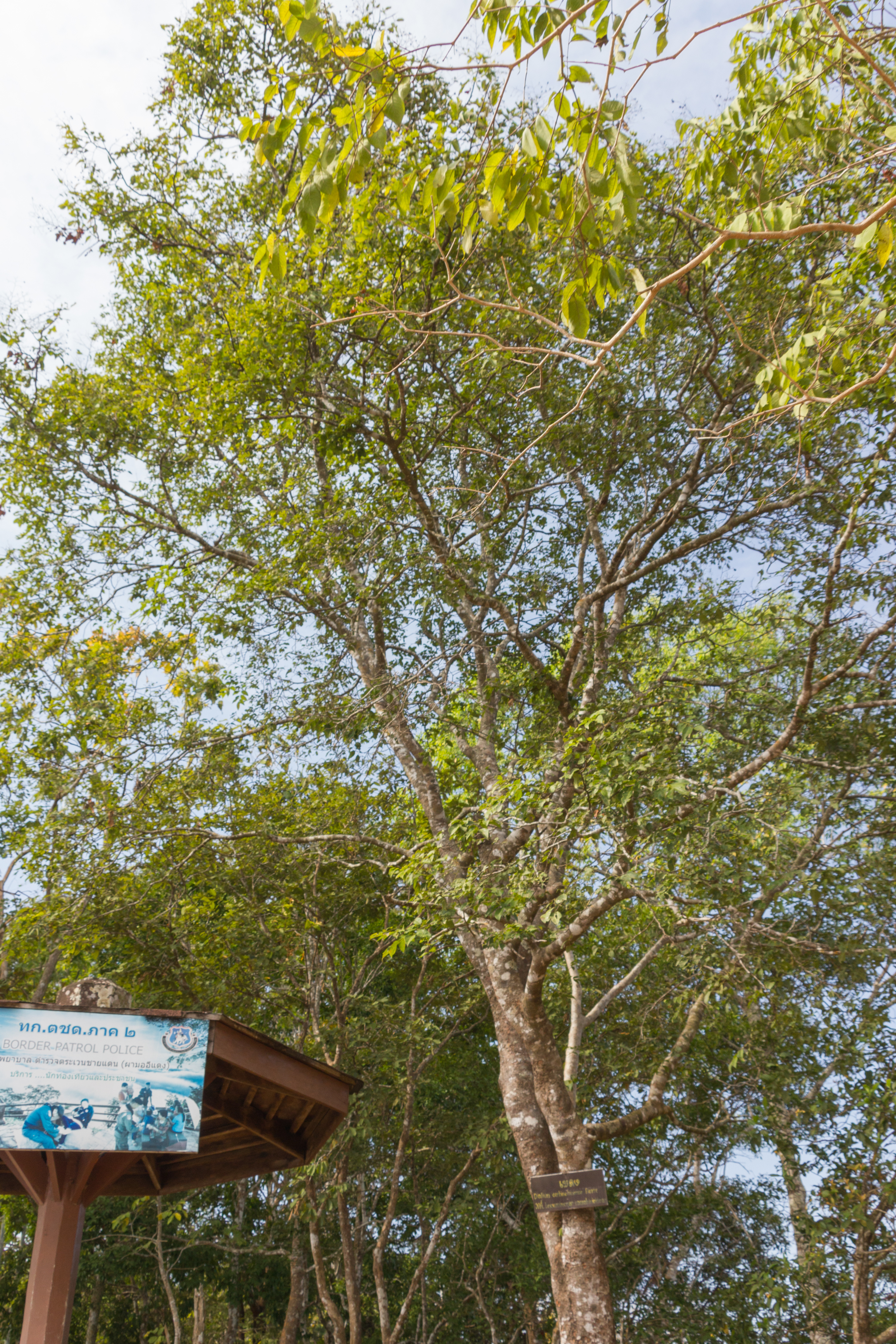
Dialium cochinchinense

Cette forêt est constituée d'arbres dont des :
- dipterocarpacées : hopea ferrea et hopea odorata ; shorea obtusa, shorea roxburghii et shorea siamensis...
- pterocarpus : pterocarpus macrocarpus (padouk de birmanie)...
- mimosoidées : xylia kerrii et xylia xylocarpa...
- caesalpinioïdée : afzelia xylocarpa...
- hévéa
- dalbergia cochinchinensis et dalbergia oliveri ; dialium cochinchinense ; diospyros mollis ; lagerstroemia calyculata ; shleichera oleasa ; chaulmoogra hydnocarpus ilicifolia ; walsura trichostemon ; irvingia malayana etc.

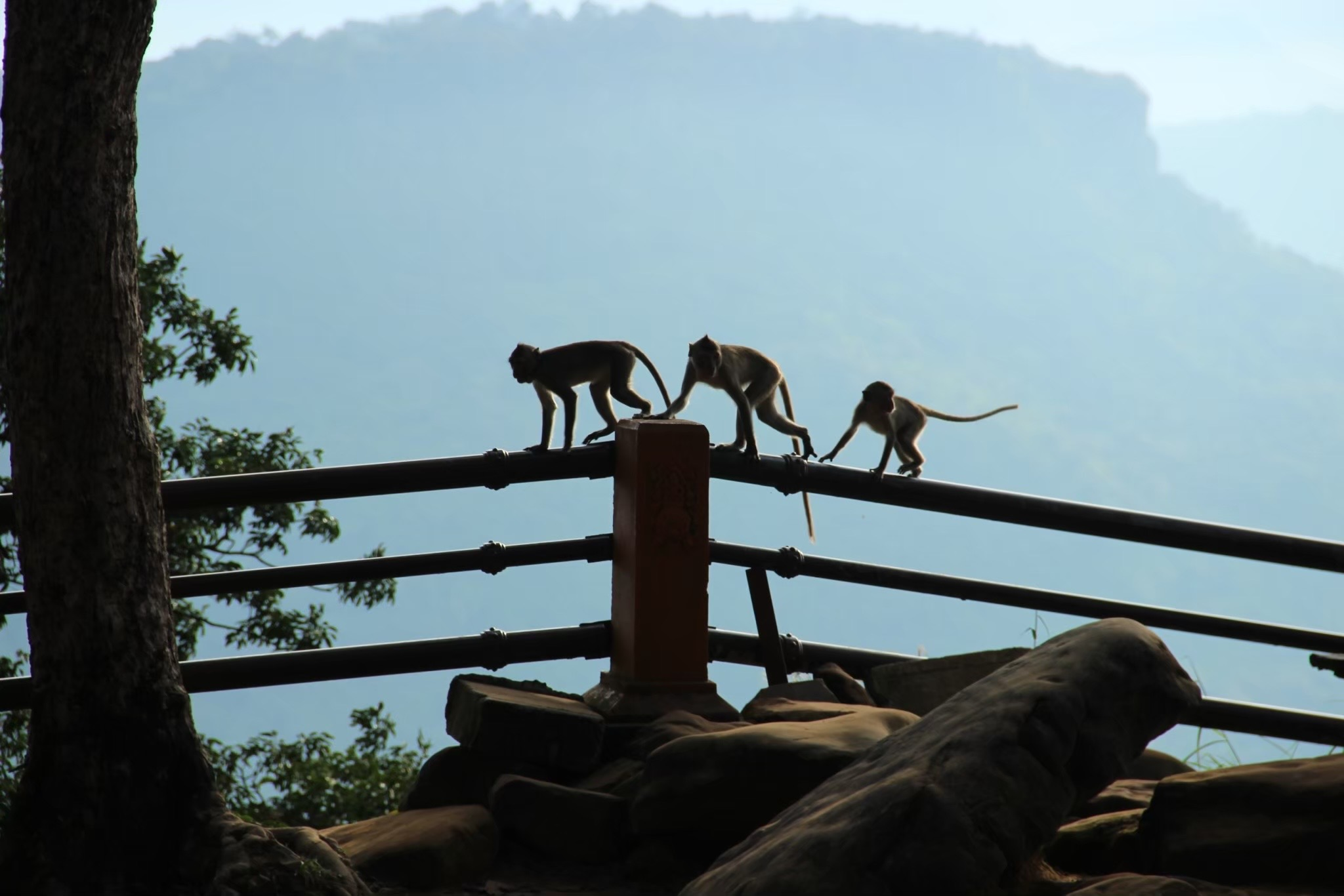
Macaques crabiers appelés aussi Macaques à longue queue

De nombreuses espèces d'animaux sauvages parcourent cette forêt, en Thaïlande et au Cambodge : 
- des mammifères : macaque crabier ; mangouste de Java ; porc sauvage (sanglier) ; cerf aboyeur et cerf sambar ; lièvre du Siam (Lepus peguensis ou lièvre de Birmanie) ; écureuil de Finlayson ; toupaye de Belanger ; rat noir ; chauve-souris muscardin volant...
- des oiseaux : bulbul cap-nègre ; drongo à raquettes ; échenilleur gobemouche (hemipus picatus) ; geai des chênes ...
- des serpents : serpent aveugle ; serpent d'eau homalopsis, en particulier l'homalopside joufflu ; python réticulé ; boiga ...
- des lézards : gecko dixonius siamensis ; dragon volant ; varan du Bengale...
- des amphibiens : hoplobatrachus rugulosus ; polypedates leucomystax...
- des poissons d'eau douce : des cyprinidées comme le barbonymus altus, le cirrhinus cirrhosus, l'hampala dispar ; tête de serpent channa striata ; tilapia du Mozambique ; silure grenouille...
- et évidemment d'innombrables insectes, vers, sangsues, araignées, papillons etc.

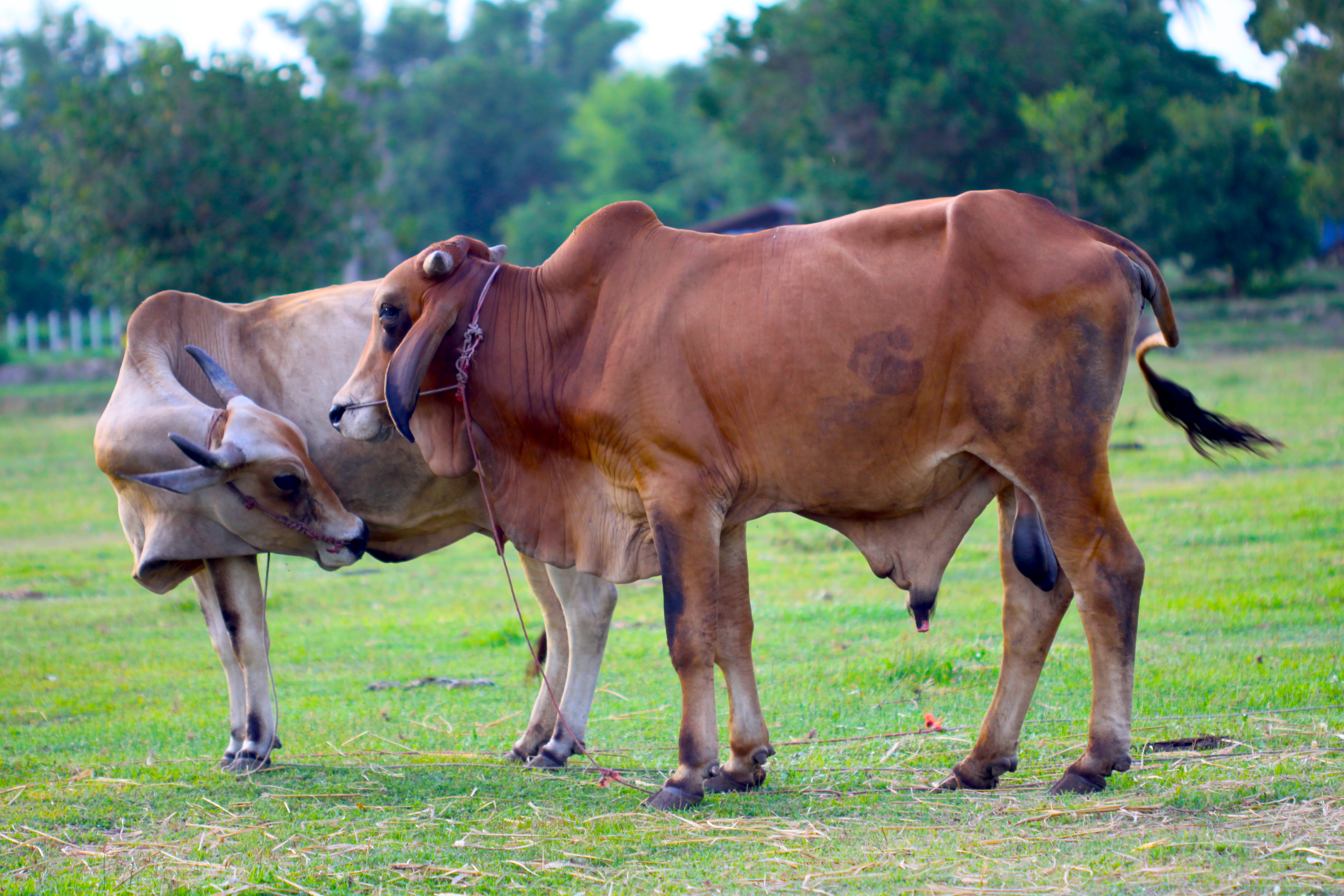
Buffles domestiques